# 권광택
권광택(權光澤, 1968년 1월 10일 ~ , 경상북도 안동시)은 대한민국의 정치인이다. 제6·7·8대 안동시의원, 제11대 경상북도의원을 지냈다.

## 학력
- 1975.03 ~ 1981.02 길송국민학교 졸업
- 1981.03 ~ 1984.02 경안중학교 졸업
- 1984.03 ~ 1987.02 경안고등학교 졸업
- 국립경국대학교 한문학과 학사 졸업
- 한국방송통신대학교 행정학과 학사 졸업

### 비학위 수료
- 1987 ~ 2008 국립경국대학교 행정경영대학원 경영학 석사 졸업

## 경력
- 안동대학교 총대의원회 의장
- 안동대학교 총동창회 감사
- 안동대학교 입학 및 교학과장
- 건동대학교 교학·입학과장
- 길주초등학교 운영위원장
- 서부초등학교 총동창회 부회장
- 안동대학교 총동창회 부회장
- 안동시 태권도협회 자문위원
- 안동시 축구협회 이사
- 안동시 축구협회 감사
- 안동 권씨 청장년회 사무국장
- 한나라당 경북도당 안동시 청년위원회 부지회장
- 미래통합당 경북도당 안동시 당원협의회 운영위원
- 2010.07 ~ 2014.06 제6대 경상북도 안동시의회 의원
  - 2010.07 ~ 2012.07 제6대 경상북도 안동시의회 전반기 총무위원회 부위원장
  - 2010.07 ~ 2012.07 제6대 경상북도 안동시의회 전반기 의회운영위원회 위원
  - 2010.07 ~ 2012.07 제6대 경상북도 안동시의회 전반기 예산결산특별위원회 위원
  - 2012.07 ~ 2014.06 제6대 경상북도 안동시의회 후반기 총무위원회 위원
  - 2012.07 ~ 2014.06 제6대 경상북도 안동시의회 후반기 의회운영위원회 위원
- 2014.07 ~ 2018.06 제7대 경상북도 안동시의회 의원
  - 2014.07 ~ 2016.07 제7대 경상북도 안동시의회 전반기 총무위원회 위원장
  - 2014.07 ~ 2016.07 제7대 경상북도 안동시의회 전반기 예산결산특별위원회 위원
  - 2016.07 ~ 2018.06 제7대 경상북도 안동시의회 후반기 총무위원회 위원장
  - 2016.07 ~ 2018.06 제7대 경상북도 안동시의회 후반기 산업건설위원회 위원
  - 2016.07 ~ 2018.06 제7대 경상북도 안동시의회 후반기 예산결산특별위원회 위원
- 2018.07 ~ 2020.03 제8대 경상북도 안동시의회 의원
  - 2018.07 ~ 2020.03 제8대 경상북도 안동시의회 전반기 문화복지위원회 위원
  - 2018.07 ~ 2020.03 제8대 경상북도 안동시의회 전반기 부의장
- 2020.04 ~ 2022.06 제11대 경상북도의회 의원
  - 2020.04 ~ 2020.07 제11대 경상북도의회 문화환경위원회 위원
  - 2020.07 ~ 2022.06 제11대 경상북도의회 교육위원회 위원
  - 2020.07 ~ 2022.06 제11대 경상북도의회 제8기 정책연구위원회 부위원장
- 2022.07 ~ 제12대 경상북도의회 의원
  - 2022.07 ~ 2024.06 제12대 경상북도의회 전반기 교육위원회 위원
  - 제12대 경상북도의회 지방분권추진특별위원회 위원
  - 제12대 경상북도의회 전반기 제2기 예산결산특별위원회 위원
  - 제12대 경상북도의회 후반기 행정보건복지위원회 위원장

## 수상
- 2013 전국 "의정봉사 대상"
- 2017 제14회 안동시 자원봉사 대상
- 2017 국립안동대학교 "모교를 빛낸 동문상"
- 2018 대한민국 지방자치단체 행복지사평가연계 의정대상 최우수상
- 2019 대한민국 사회발전대상 지방자치 의정부문 대상
- 2020.01 지방자치 의정부문 대상

## 역대 선거 결과
|  | 27.10% |

|  | 42.17% |

|  | 46.37% |

|  | 66.02% |

|  | 0% |